# Энгельберт, Герман
Герман Энгельберт (нем. Hermann Engelbert; 29 июля 1830, Гуденсберг, Гессен — 5 февраля 1900, Санкт-Галлен, Швейцария) — немецкий писатель

, раввин, доктор философии.
Учился в Вюрцбургском иешиботе (талмудическая школа) и Берлинском университете, получил степень доктора философии в Марбурге. Был назначен проповедником еврейской общины в Эльберфельде и три года спустя в Мюнхене.
В 1866 году назначен раввином вновь организованной общины в Санкт-Галлене, где и служил до самой смерти.

## Избранные произведения
- «Das negative Verdienst des Alten Testaments um die Unsterblichkeitslehre» (Берлин, 1857);
- «Ist das Schlachten der Thiere nach jüdischem Ritus wirklich Thierquälerei?» (Санкт-Галленн, 1867);
- «Statistik des Judentums im Deutschen Reiche, ausschliesslich Preussens, und in der Schweiz» (Франкфурт-на-Майне, 1875)
- «Das Schächten und die Boutérole: Denkschrift an den Grossen Rath des Kantons St. Gallen» (SСанкт-Галлен, 1876);